# Piastów
Piastów è una città polacca del distretto di Pruszków nel voivodato della Masovia.
Ricopre una superficie di 5,83 km² e nel 2006 contava 23 273 abitanti.